# Ginevra Cantofoli
Ginevra Cantofoli (1618–1672) foi uma pintora italiana. Ela foi ativa em Bolonha durante o período barroco.

## Carreira
Cantofoli nasceu em Bolonha, Itália, em 1618. Ela treinou com Giovanni Andrea Sirani, pai de Elisabetta Sirani, em Bolonha. Embora seja uma geração mais velha que Elisabetta Sirani, Cantofoli foi descrita por Carlo Cesare Malvasia, Cesare Masini e Marcello Oretti como aluna de Elisabetta. Também citados como seus professores estão Emilio Taruffi, Lorenzo Pasinelli e Giovanni Gioseffo dal Sole.